# Môn trường sinh
Chi Môn trường sinh có danh pháp khoa học Dieffenbachia là một chi thực vật có hoa trong họ Ráy

## Hình ảnh

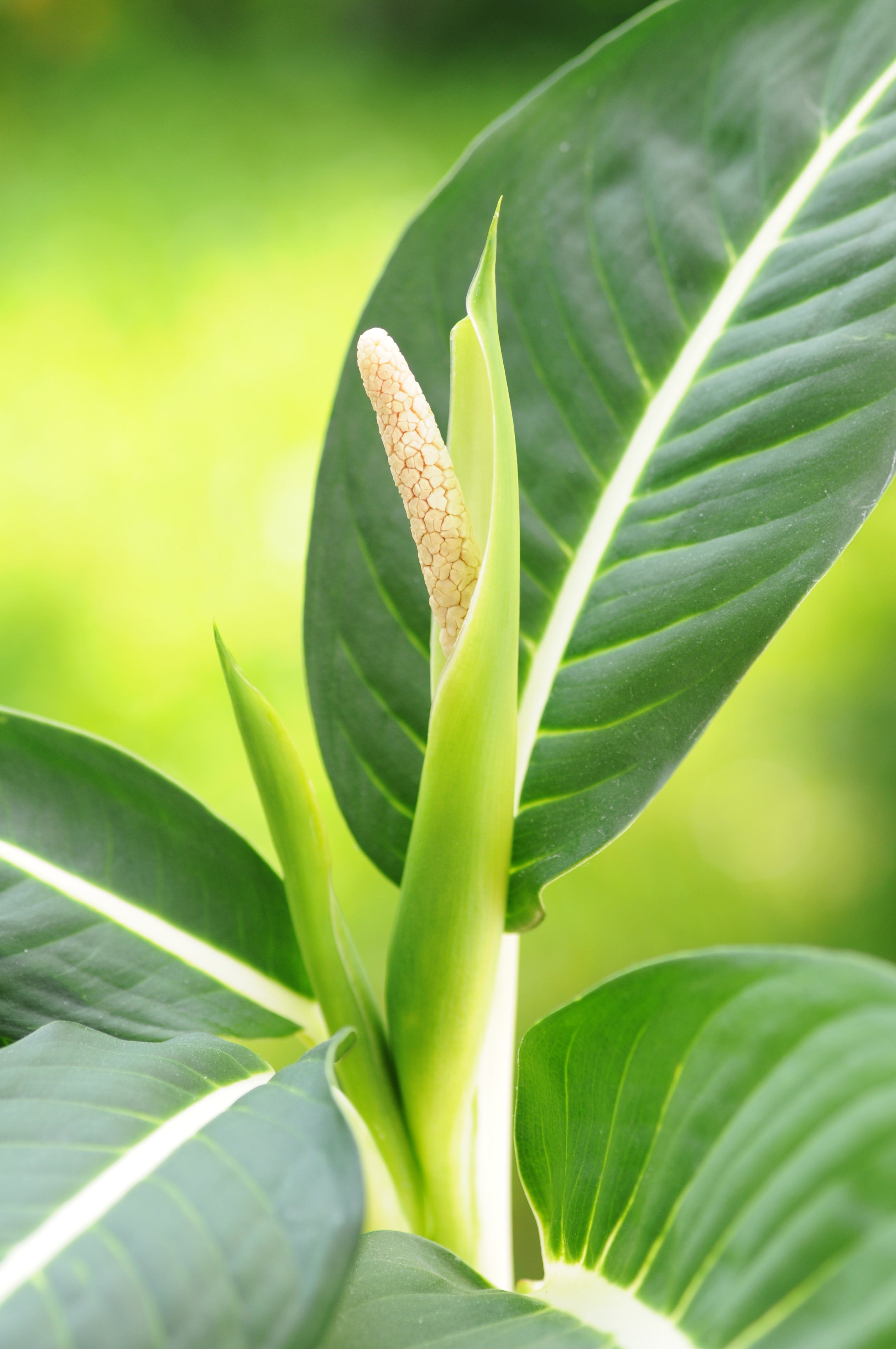
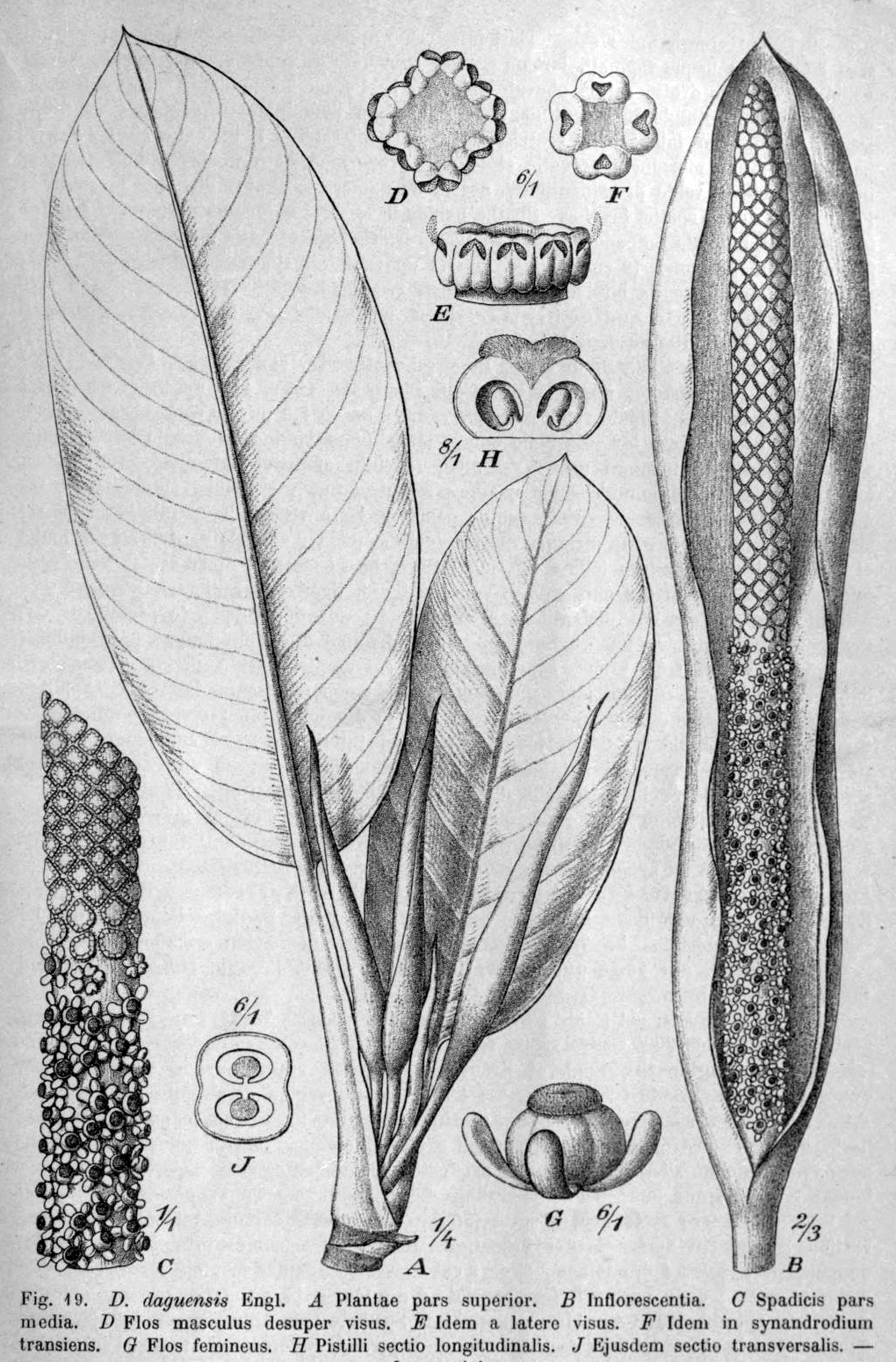
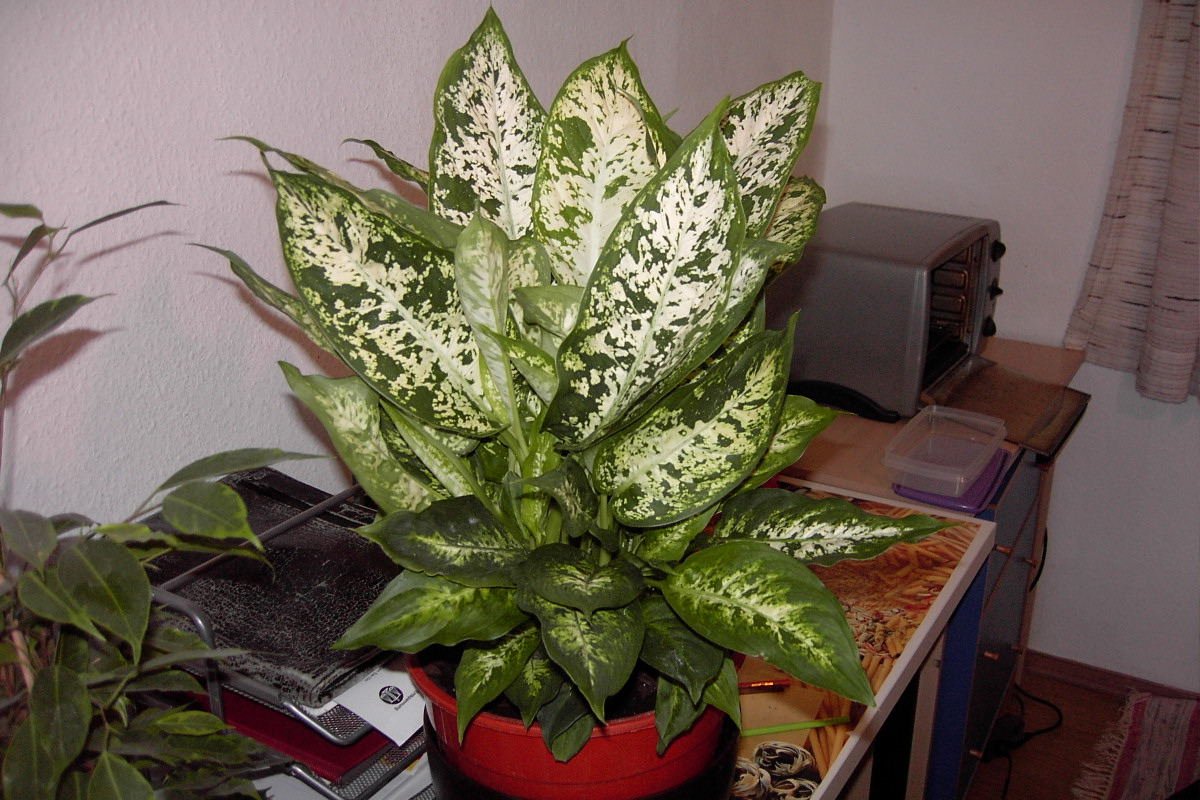
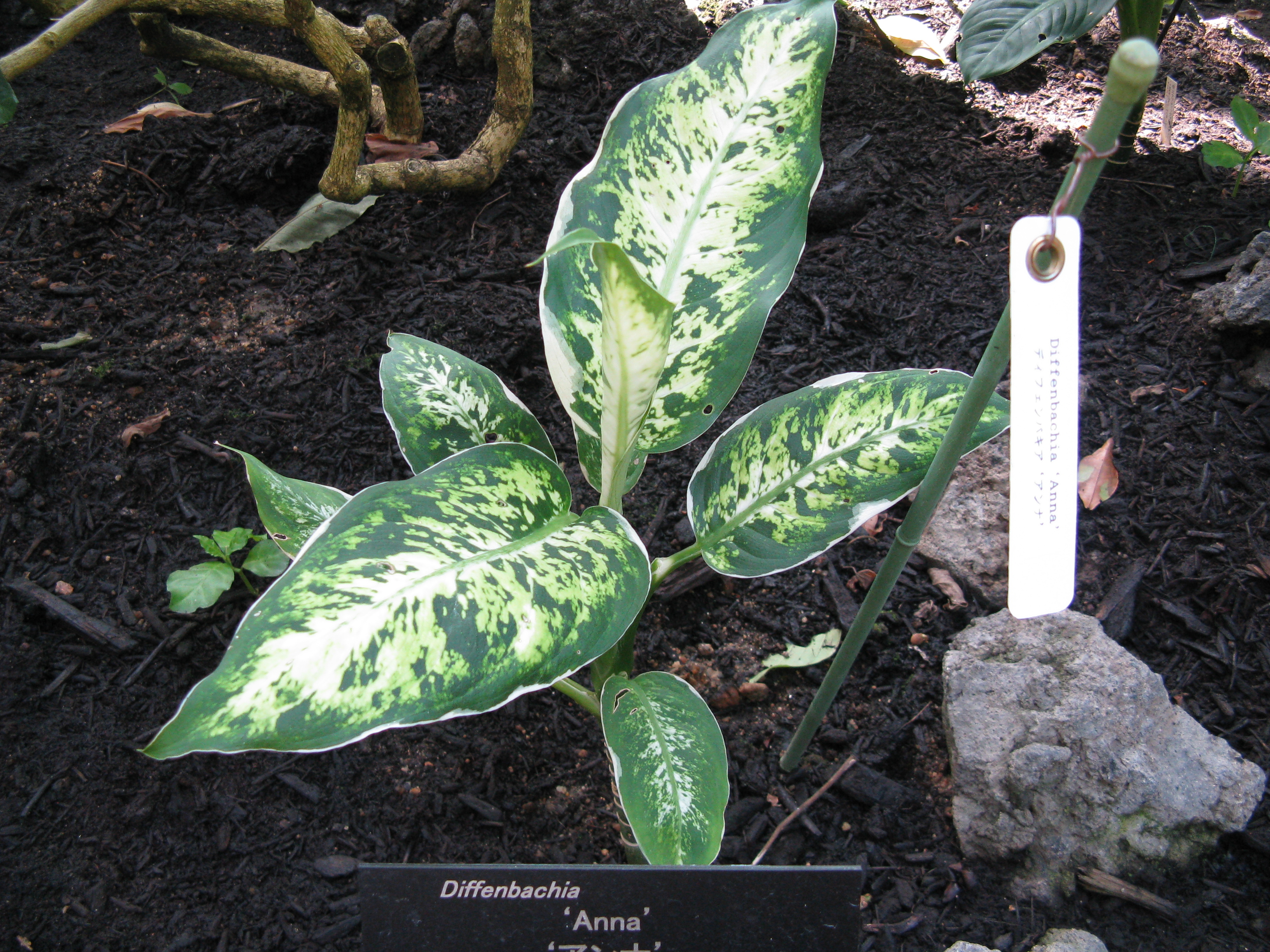

## Loài
Chi này gồm các loài sau: